# 프리메라 디비시온 데 푸트볼 페메니노 데 칠레
프리메라 디비시온 데 푸트볼 페메니노 데 칠레(스페인어: Primera División de fútbol femenino de Chile)는 1999년에 설립된 칠레의 여자 축구 최상위 리그이다.

## 2018 시즌 참가 팀
- 아르투로 페르난데스 비알 (Arturo Fernández Vial) - 콘셉시온
- 아우닥스 이탈리아노 (Audax Italiano) - 산티아고
- 보스턴 칼리지 (Boston College) - 산티아고
- 코브레살 (Cobresal) - 피치데과
- 콜로-콜로 (Colo-Colo) - 산티아고
- 쿠리코 우니도 (Curicó Unido) - 쿠리코
- 데포르테스 안토파가스타 (Deportes Antofagasta) - 안토파가스타
- 데포르테스 코피아포 (Deportes Copiapó) - 코피아포
- 콜레히오 데포르티보 이키케 (Colegio Deportivo Iquique) - 이키케
- 데포르테스 라세레나 (Deportes La Serena) - 라세레나
- 데포르테스 마가야네스 (Deportes Magallanes) - 테무코
- 데포르테스 푸에르토몬트 (Deportes Puerto Montt) - 푸에르토몬트
- 데포르테스 테무코 (Deportes Temuco) - 테무코
- 데포르테스 토코피야 (Deportes Tocopilla) - 토코피야
- 에베르톤 데 비냐델마르 (Everton de Viña del Mar) - 비냐델마르
- 팔레스티노 (Palestino) - 산티아고
- 레인저스 데 탈카 (Rangers de Talca) - 탈카
- 산루이스 데 키요타 (San Luis de Quillota) - 키요타
- 산마르코스 데 아리카 (San Marcos de Arica) - 아리카
- 산티아고 모닝 (Santiago Morning) - 산티아고
- 산티아고 원더러스 (Santiago Wanderers) - 발파라이소
- 우니온 라칼레라 (Unión La Calera) - 라칼레라
- 우니베르시다드 아우스트랄 (Universidad Austral) - 발디비아
- 우니베르시다드 카톨리카 (Universidad Católica) - 산티아고
- 우니베르시다드 데 칠레 (Universidad de Chile) - 산티아고
- 우니베르시다드 데 콘셉시온 (Universidad de Concepción) - 콘셉시온